# كاسبارس فيكفاغارس
كاسبارس فيكفاغارس (باللاتفية: Kaspars Vecvagars)‏ مواليد 3 أغسطس 1993 في ريغا، هو لاعب كرة سلة لاتفي. بدأ مسيرته الاحترافية في سنة 2012. يحمل الرقم 20.

## المسيرة الاحترافية
لعب مع نادي أتلتاس لكرة السلة في سنة 2012، ثم لعب مع نادي ليتكابليس لكرة السلة في موسم 2012–2013، ثم لعب مع زالغيريس لكرة السلة من سنة 2013 إلى 2016، ثم لعب مع في إي إف ريغا في سنة 2016.

## روابط خارجية
- كاسبارس فيكفاغارس على موقع الاتحاد الدولي لكرة السلة (الإنجليزية)
- كاسبارس فيكفاغارس على موقع الدوري الأوروبي لكرة السلة (الإنجليزية)
- كاسبارس فيكفاغارس على موقع كرة السلة الأوروبية.كوم (الإنجليزية)
- كاسبارس فيكفاغارس على موقع DraftExpress.com (الإنجليزية)
- كاسبارس فيكفاغارس على موقع ريلجم (الإنجليزية)
- كاسبارس فيكفاغارس على موقع بروبوليرز (الإنجليزية)
- كاسبارس فيكفاغارس على موقع سبورتس رفرنس (الإنجليزية)